# HD 169830
HD 169830 är en ensam stjärna belägen i den mellersta delen av stjärnbilden Skytten. Den har en skenbar magnitud av ca 5,90 och är mycket svagt synlig för blotta ögat där ljusföroreningar ej förekommer. Baserat på parallaxmätning inom Hipparcosuppdraget ca 27,3 mas, beräknas den befinna sig på ett avstånd på ca 119 ljusår (ca 37 parsek) från solen. Den rör sig närmare solen med en heliocentrisk radialhastighet på ca -18 km/s.

## Egenskaper
HD 169830 är en gul till vit stjärna i huvudserien av spektralklass F8 V. Den har en massa som är ca 1,4 solmassor, en radie som är ca 1,9 solradier och har ca 5 gånger solens utstrålning av energi från dess fotosfär vid en effektiv temperatur av ca 6 300 K.

## Planetsystem
I april 2000 meddelade Geneva Extrasolar Planet Search Team upptäckten av en exoplanet med en storlek motsvarande 3 Jupitermassor i en bana med omloppsperiod av 226 dygn. Tre år senare i juni 2003 upptäckte samma arbetslag en andra exoplanet på 4 Jupitermassor som kretsade på ett avstånd från stjärnan motsvarande mitten av asteroidbältet i solsystemet.
| Planet | Massa    | Halv storaxel (AE) | Siderisk omloppstid (d) | Excentricitet | Inklination | Radie |
| ------ | -------- | ------------------ | ----------------------- | ------------- | ----------- | ----- |
| b      | ≥2,88 MJ | 0,81               | 225,62 ± 0,22           | 0,31 ± 0,01   | -           | -     |
| c      | ≥4,04 MJ | 3,60               | 2 102 ± 264             | 0,33 ± 0,02   | -           | -     |